# Motomondiale 1999
La stagione 1999 è stata la cinquantunesima del Motomondiale; le prove in calendario furono 16 con la conferma dei 14 gran premi dell'anno precedente e il ritorno dei GP del Sudafrica e del Brasile. La terza tappa spagnola, che 1998 era stata il Gran Premio motociclistico di Madrid sul  circuito del Jarama, si spostò sul  circuito Ricardo Tormo e prese il nome di Gran Premio motociclistico della Comunità Valenciana.

## Il contesto
Nessuna modifica particolare venne introdotta né nei regolamenti tecnici, né nel sistema di assegnazione dei punteggi.
Iniziata il 18 aprile con il Gran Premio motociclistico della Malesia, ha avuto termine con il Gran Premio motociclistico d'Argentina il 31 ottobre; dopo le iniziali due trasferte asiatiche (oltre che in Malesia dove il gran premio venne disputato per la prima volta sul circuito di Sepang, si corse anche in Giappone dove la gara si disputò per la prima volta invece sul circuito di Motegi appena inaugurato, che per quest'anno sostituì la tradizionale tappa di  Suzuka) e la solita parte centrale composta da 10 prove disputate tutte in Europa tra maggio e settembre, la stagione terminò con quattro trasferte: si corse dapprima in Oceania per il Gran Premio motociclistico d'Australia, seguito dalla prova africana del GP del Sudafrica e dall'accoppiata di gran premi in Sudamerica (Brasile e Argentina).
La stagione ha visto laurearsi campioni del mondo Àlex Crivillé nella classe 500, Valentino Rossi nella classe 250 e Emilio Alzamora nella classe 125. Quest'ultimo si laureò campione del mondo nonostante durante l'anno non avesse vinto alcun Gran Premio: era la seconda volta (quinta considerando i sidecar) che accadeva una cosa del genere; tra le classi disputate in singolo il caso precedente era quello di un altro pilota spagnolo, Manuel Herreros, vincitore dell'ultima stagione disputata nella classe 80 nel 1989.
Nel terzo gran premio della stagione in Spagna, il campione mondiale delle 500 dei 5 anni precedenti, Mick Doohan, si infortunò gravemente ed al termine dell'anno annunciò il suo ritiro dalle corse.

## Il calendario
| Data Resoconto         | Gran Premio (Circuito)                  | Vincitori          | Vincitori       | Vincitori        | Vincitori | Vincitori | Vincitori |
| Data Resoconto         | Gran Premio (Circuito)                  | classe 125         | classe 250      | classe 500       |           |           |           |
| 18 aprile Resoconto    | GP della Malesia (Sepang)               | Masao Azuma        | Loris Capirossi | Kenny Roberts Jr |           |           |           |
| 25 aprile Resoconto    | GP del Giappone (Motegi)                | Masao Azuma        | Shin'ya Nakano  | Kenny Roberts Jr |           |           |           |
| 9 maggio Resoconto     | GP di Spagna (Jerez)                    | Masao Azuma        | Valentino Rossi | Àlex Crivillé    |           |           |           |
| 23 maggio Resoconto    | GP di Francia (Paul Ricard)             | Roberto Locatelli  | Tōru Ukawa      | Àlex Crivillé    |           |           |           |
| 6 giugno Resoconto     | GP d'Italia (Mugello)                   | Roberto Locatelli  | Valentino Rossi | Àlex Crivillé    |           |           |           |
| 20 giugno Resoconto    | GP di Catalogna (Catalunya)             | Arnaud Vincent     | Valentino Rossi | Àlex Crivillé    |           |           |           |
| 26 giugno Resoconto    | GP d'Olanda (Assen)                     | Masao Azuma        | Loris Capirossi | Tadayuki Okada   |           |           |           |
| 4 luglio Resoconto     | GP di Gran Bretagna (Donington Park)    | Masao Azuma        | Valentino Rossi | Àlex Crivillé    |           |           |           |
| 18 luglio Resoconto    | GP di Germania (Sachsenring)            | Marco Melandri     | Valentino Rossi | Kenny Roberts Jr |           |           |           |
| 22 agosto Resoconto    | GP della Repubblica Ceca (Brno)         | Marco Melandri     | Valentino Rossi | Tadayuki Okada   |           |           |           |
| 5 settembre Resoconto  | GP Città di Imola (Imola)               | Marco Melandri     | Loris Capirossi | Àlex Crivillé    |           |           |           |
| 19 settembre Resoconto | GP della Comunità Valenciana (Valencia) | Gianluigi Scalvini | Tōru Ukawa      | Régis Laconi     |           |           |           |
| 3 ottobre Resoconto    | GP d'Australia (Phillip Island)         | Marco Melandri     | Valentino Rossi | Tadayuki Okada   |           |           |           |
| 10 ottobre Resoconto   | GP del Sudafrica (Welkom)               | Gianluigi Scalvini | Valentino Rossi | Max Biaggi       |           |           |           |
| 24 ottobre Resoconto   | GP del Brasile (Jacarepaguá)            | Noboru Ueda        | Valentino Rossi | Norifumi Abe     |           |           |           |
| 31 ottobre Resoconto   | GP d'Argentina (Buenos Aires)           | Marco Melandri     | Olivier Jacque  | Kenny Roberts Jr |           |           |           |

## Sistema di punteggio e legenda
| Pos.  | 1  | 2  | 3  | 4  | 5  | 6  | 7 | 8 | 9 | 10 | 11 | 12 | 13 | 14 | 15 | 16 > |
| ----- | -- | -- | -- | -- | -- | -- | - | - | - | -- | -- | -- | -- | -- | -- | ---- |
| Punti | 25 | 20 | 16 | 13 | 11 | 10 | 9 | 8 | 7 | 6  | 5  | 4  | 3  | 2  | 1  | 0    |

## Le classi

### Classe 500

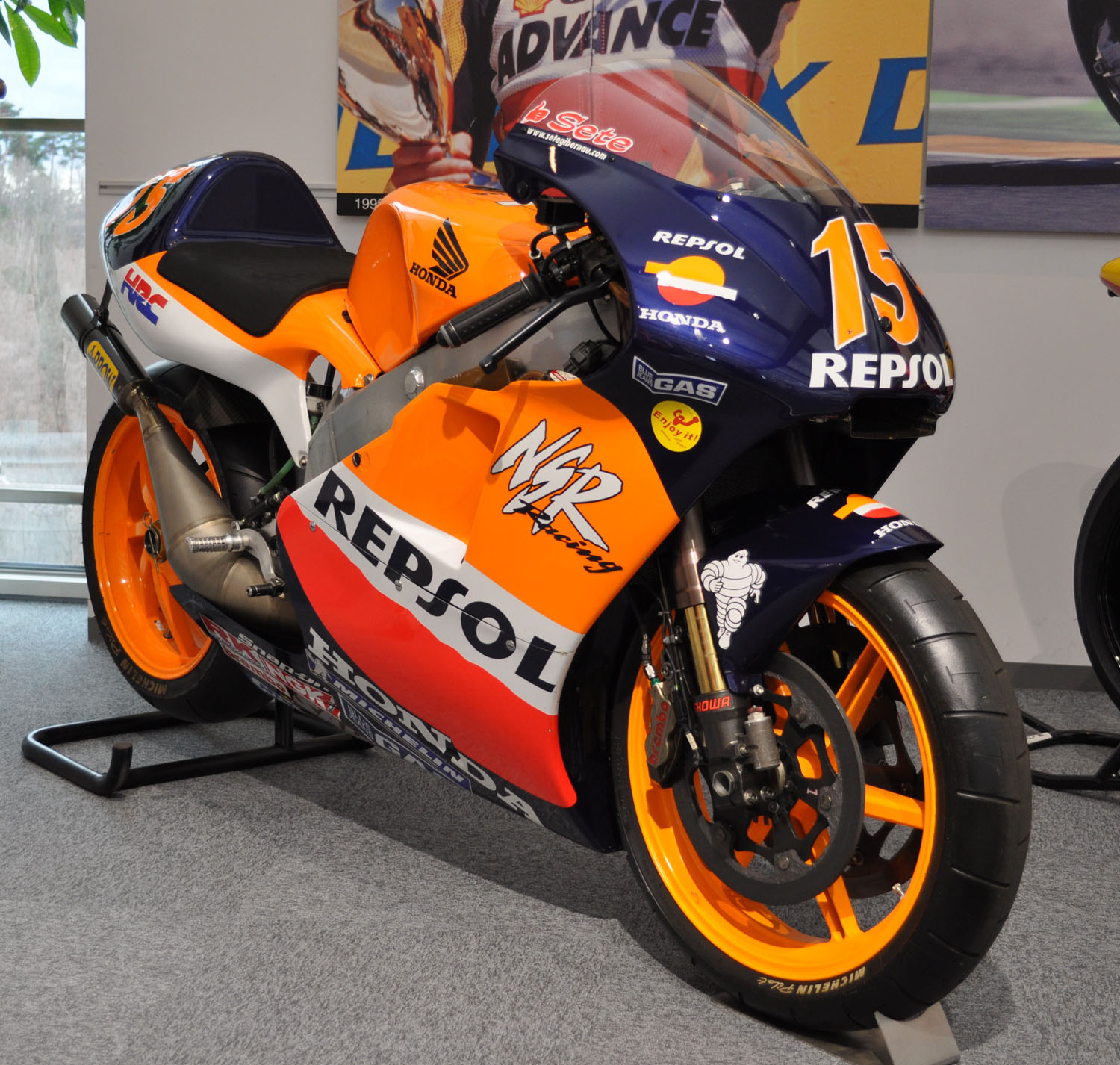
La Honda NSR 500 V2 di Sete Gibernau.

Fra le novità ci fu il ritorno dell'Aprilia. 
La stagione della classe regina era iniziata con due vittorie di Kenny Roberts Jr, appena passato alla guida di una Suzuki, ma il pilota spagnolo Àlex Crivillé su Honda, dopo il grave incidente occorso al compagno di squadra Mick Doohan, ottenne 6 vittorie nei singoli gran premi e con esse il titolo iridato dei piloti. Con il titolo del pilota spagnolo, primo per un pilota di questa nazione nella classe regina, si interruppe anche la serie di vittorie di piloti non europei, che perdurava dal titolo di Franco Uncini del 1982.
Il titolo costruttori fu appannaggio della casa motociclistica giapponese Honda che precedette le connazionali Yamaha (3 vittorie, una ciascuno per Max Biaggi passato quest'anno alla casa dei tre diapason, Régis Laconi e Norifumi Abe) e Suzuki (4 vittorie con Kenny Roberts Jr). Da rimarcare anche le due pole position ottenute da Jurgen van den Goorbergh sulla MuZ Weber, seppure non seguite da altrettanti risultati positivi in gara.
In diverse occasioni furono meno di 15 i piloti che tagliarono il traguardo e, di conseguenza, non vennero assegnati tutti i punti disponibili; nel GP di Gran Bretagna furono, ad esempio, solo 11.

Classifica piloti (prime 5 posizioni)
| Pos. | Pilota           | Moto   |     |    |    |     |   |     |     |    |     |    |    |     |    |    |   |     | P.ti |
| ---- | ---------------- | ------ | --- | -- | -- | --- | - | --- | --- | -- | --- | -- | -- | --- | -- | -- | - | --- | ---- |
| 1    | Álex Crivillé    | Honda  | 3   | 4  | 1  | 1   | 1 | 1   | Rit | 1  | 2   | 2  | 1  | Rit | 5  | 3  | 6 | 5   | 267  |
| 2    | Kenny Roberts Jr | Suzuki | 1   | 1  | 13 | Rit | 5 | 6   | 2   | 8  | 1   | 3  | 6  | 2   | 10 | 22 | 3 | 1   | 220  |
| 3    | Tadayuki Okada   | Honda  | 5   | 15 | 4  | 9   | 3 | 2   | 1   | 2  | Rit | 1  | 4  | 4   | 1  | 4  | 7 | Rit | 211  |
| 4    | Max Biaggi       | Yamaha | Rit | 9  | 2  | Rit | 2 | Rit | 5   | 4  | Rit | 4  | 3  | 7   | 2  | 1  | 2 | 2   | 194  |
| 5    | Sete Gibernau    | Honda  | 10  | 5  | 3  | 4   | 6 | 3   | 3   | NP | 9   | 10 | 10 | 9   | 6  | 2  | 5 | 6   | 165  |
| Pos. | Pilota           | Moto   |     |    |    |     |   |     |     |    |     |    |    |     |    |    |   |     | P.ti |

| Legenda                                                                        | 1º posto        | 2º posto        | 3º posto | A punti      | Senza punti        | Grassetto=Pole position Corsivo=Giro più veloce |
| Legenda                                                                        | Gara non valida | Non qualificato | Ritirato | Squalificato | "-" Dato non disp. | Grassetto=Pole position Corsivo=Giro più veloce |
| Fonte dei dati: motogp.com, racingmemo.free.fr, autosport.com, jumpingjack.nl. |                 |                 |          |              |                    |                                                 |

Classifica costruttori (prime tre posizioni)
| Pos. | Costruttore | Motocicletta         |   |   |    |     |   |   |   |   |   |   |   |   |   |   |   |   | P.ti |
| ---- | ----------- | -------------------- | - | - | -- | --- | - | - | - | - | - | - | - | - | - | - | - | - | ---- |
| 1    | Honda       | NSR 500 e NSR 500 V2 | 3 | 2 | 1  | 1   | 1 | 1 | 1 | 1 | 2 | 1 | 1 | 4 | 1 | 2 | 4 | 5 | 338  |
| 2    | Yamaha      | YZR 500              | 2 | 3 | 2  | 5   | 2 | 7 | 5 | 4 | 3 | 4 | 3 | 1 | 2 | 1 | 1 | 2 | 280  |
| 3    | Suzuki      | RGV Γ 500            | 1 | 1 | 13 | Rit | 5 | 6 | 2 | 8 | 1 | 3 | 6 | 2 | 8 | 7 | 3 | 1 | 231  |
| Pos. | Costruttore | Motocicletta         |   |   |    |     |   |   |   |   |   |   |   |   |   |   |   |   | P.ti |

| Legenda                                                                        | 1º posto        | 2º posto        | 3º posto | A punti      | Senza punti        | Grassetto=Pole position Corsivo=Giro più veloce |
| Legenda                                                                        | Gara non valida | Non qualificato | Ritirato | Squalificato | "-" Dato non disp. | Grassetto=Pole position Corsivo=Giro più veloce |
| Fonte dei dati: motogp.com, racingmemo.free.fr, autosport.com, jumpingjack.nl. |                 |                 |          |              |                    |                                                 |

### Classe 250

Rossi, vincitore del titolo mondiale, alla guida dell'Aprilia RSV 250.

Con 9 successi nei singoli gran premi, il titolo iridato dei piloti fu di Valentino Rossi su Aprilia che precedette le due Honda di Tōru Ukawa e di Loris Capirossi.
Quest'ultimo, vincendo il GP della Malesia, tornò alla vittoria con la casa motociclistica giapponese dopo 5 anni corsi con l'Aprilia.
L'altra casa motociclistica giapponese, la Yamaha, era assente dalla prima posizione sul podio dal motomondiale 1996 e colmò la lacuna grazie alla vittoria ottenuta da Shin'ya Nakano in Giappone.
Capirossi fu anche protagonista di un episodio negativo in occasione del GP d'Italia: essendo stato considerato colpevole di comportamento scorretto in occasione di un incidente che aveva coinvolto al via lui e Marcellino Lucchi, gli venne esposta la bandiera nera con ulteriore squalifica da scontare nella gara successiva in Catalogna.
Il GP britannico fu avversato dal maltempo e dovettero essere date due partenze.
Durante quest'anno da registrare anche la scomparsa, all'età di 87 anni, del primo vincitore della storia in classe 250, il britannico Manliff Barrington che vinse il Tourist Trophy 1949.

Classifica piloti (prime 5 posizioni)
| Pos. | Pilota           | Moto    |   |     |     |     |    |   |   |   |     |   |    |   |   |   |    |     | P.ti |
| ---- | ---------------- | ------- | - | --- | --- | --- | -- | - | - | - | --- | - | -- | - | - | - | -- | --- | ---- |
| 1    | Valentino Rossi  | Aprilia | 5 | 7   | 1   | Rit | 1  | 1 | 2 | 1 | 1   | 1 | 2  | 8 | 1 | 1 | 1  | 3   | 309  |
| 2    | Tōru Ukawa       | Honda   | 2 | 2   | 2   | 1   | 3  | 2 | 4 | 4 | Rit | 3 | 12 | 1 | 3 | 4 | 2  | 2   | 261  |
| 3    | Loris Capirossi  | Honda   | 1 | 3   | 3   | Rit | SQ |   | 1 | 2 | 2   | 7 | 1  | 3 | 6 | 5 | 3  | Rit | 209  |
| 4    | Shin'ya Nakano   | Yamaha  | 3 | 1   | Rit | 2   | 5  | 4 | 5 | 3 | 4   | 4 | 5  | 4 | 4 | 2 | 15 | 5   | 207  |
| 5    | Stefano Perugini | Honda   | 9 | Rit | 8   | 3   | 8  | 7 | 8 | 5 | 5   | 6 | 4  | 5 | 7 | 7 | 5  | 6   | 151  |
| Pos. | Pilota           | Moto    |   |     |     |     |    |   |   |   |     |   |    |   |   |   |    |     | P.ti |

| Legenda                                                                        | 1º posto        | 2º posto        | 3º posto | A punti      | Senza punti        | Grassetto=Pole position Corsivo=Giro più veloce |
| Legenda                                                                        | Gara non valida | Non qualificato | Ritirato | Squalificato | "-" Dato non disp. | Grassetto=Pole position Corsivo=Giro più veloce |
| Fonte dei dati: motogp.com, racingmemo.free.fr, autosport.com, jumpingjack.nl. |                 |                 |          |              |                    |                                                 |

Classifica costruttori (prime tre posizioni)
| Pos. | Costruttore | Motocicletta |   |   |    |   |   |   |   |   |   |   |   |   |   |   |   |   | P.ti |
| ---- | ----------- | ------------ | - | - | -- | - | - | - | - | - | - | - | - | - | - | - | - | - | ---- |
| 1    | Aprilia     | RSV 250      | 5 | 4 | 1  | 4 | 1 | 1 | 2 | 1 | 1 | 1 | 2 | 2 | 1 | 1 | 1 | 3 | 338  |
| 2    | Honda       | NSR250       | 1 | 2 | 2  | 1 | 3 | 2 | 1 | 2 | 2 | 3 | 1 | 1 | 3 | 4 | 2 | 2 | 326  |
| 3    | Yamaha      | YZR 250      | 3 | 1 | 12 | 2 | 5 | 4 | 5 | 3 | 4 | 4 | 3 | 4 | 2 | 2 | 4 | 1 | 249  |
| Pos. | Costruttore | Motocicletta |   |   |    |   |   |   |   |   |   |   |   |   |   |   |   |   | P.ti |

| Legenda                                                                        | 1º posto        | 2º posto        | 3º posto | A punti      | Senza punti        | Grassetto=Pole position Corsivo=Giro più veloce |
| Legenda                                                                        | Gara non valida | Non qualificato | Ritirato | Squalificato | "-" Dato non disp. | Grassetto=Pole position Corsivo=Giro più veloce |
| Fonte dei dati: motogp.com, racingmemo.free.fr, autosport.com, jumpingjack.nl. |                 |                 |          |              |                    |                                                 |

### Classe 125

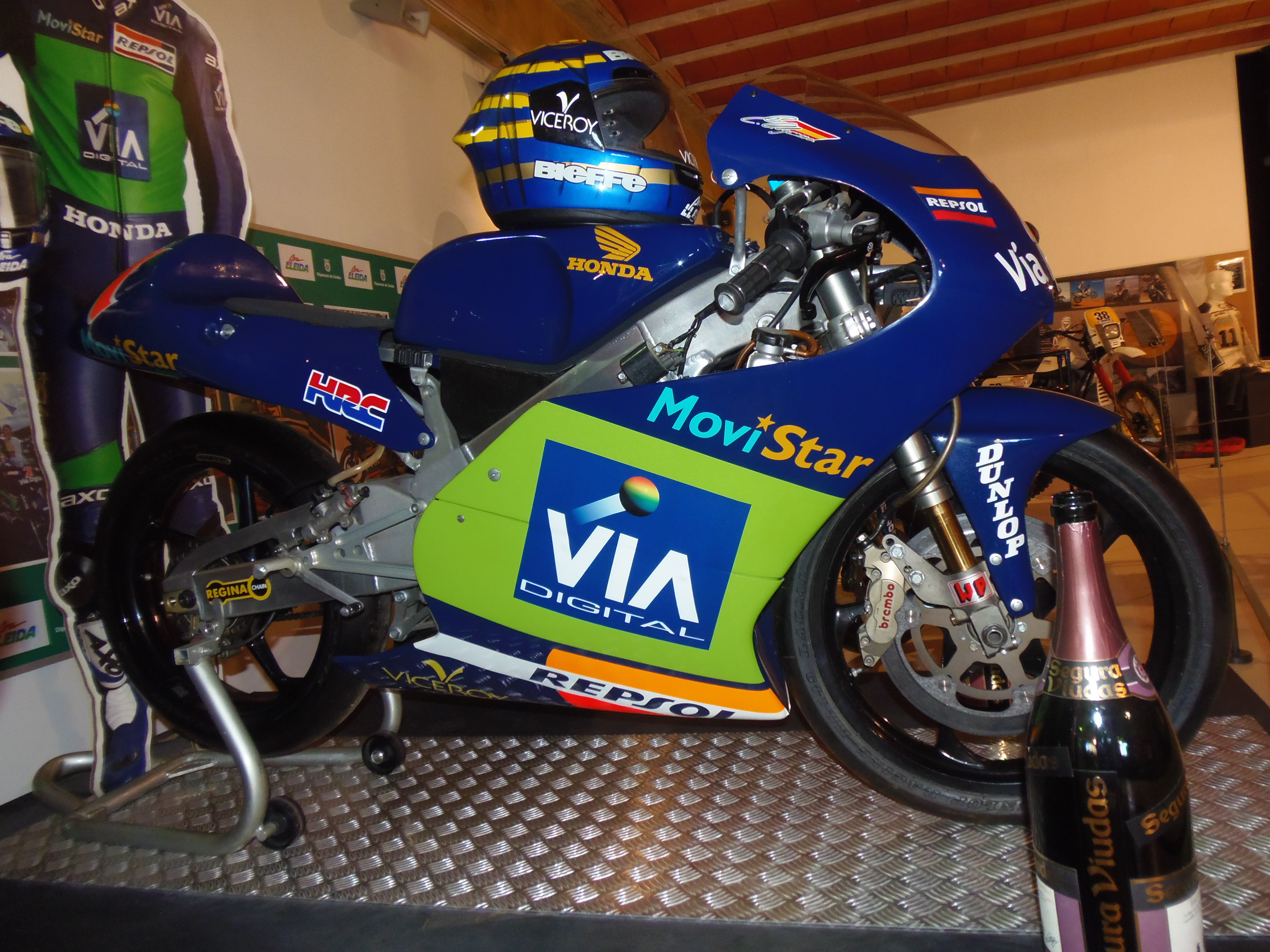
La Honda RS125R, con la quale Alzamora vinse il titolo mondiale.

Per quanto il numero degli iscritti e dei partenti fosse più elevato delle altre classi, in occasione dell'ultimo gran premio stagionale, quello d'Argentina, solamente 13 piloti tagliarono il traguardo e, di conseguenza, non tutti i punti vennero assegnati.
Il titolo iridato andò ad Emilio Alzamora su Honda (con la casa costruttrice giapponese che ottenne anche il titolo riservato ai costruttori), ma il maggior numero di vittorie nei singoli gran premi fu di Marco Melandri e di Masao Azuma, anch'essi su Honda, che ne ottennero 5 a testa.
Quattro vittorie vennero ottenute anche da piloti equipaggiati con moto Aprilia (seconda nella classifica costruttori), 2 da Roberto Locatelli e 2 da Gianluigi Scalvini. Il detentore del titolo dell'anno precedente, Kazuto Sakata, arrivò quest'anno solamente al quattordicesimo posto.

Classifica piloti (prime 5 posizioni)
| Pos. | Pilota            | Moto    |     |     |     |   |   |     |   |   |   |     |    |     |     |     |   |     | P.ti |
| ---- | ----------------- | ------- | --- | --- | --- | - | - | --- | - | - | - | --- | -- | --- | --- | --- | - | --- | ---- |
| 1    | Emilio Alzamora   | Honda   | 2   | 3   | 3   | 3 | 6 | 2   | 4 | 3 | 2 | 6   | 4  | 2   | 15  | Rit | 3 | 2   | 227  |
| 2    | Marco Melandri    | Honda   | NP  |     | Rit | 6 | 2 | 3   | 8 | 5 | 1 | 1   | 1  | Rit | 1   | 3   | 2 | 1   | 226  |
| 3    | Masao Azuma       | Honda   | 1   | 1   | 1   | 4 | 7 | Rit | 1 | 1 | 6 | 12  | 10 | Rit | 5   | 14  | 6 | Rit | 190  |
| 4    | Roberto Locatelli | Aprilia | 18  | Rit | 5   | 1 | 1 | 6   | 3 | 4 | 4 | Rit | 11 | 8   | 6   | 4   | 8 | 3   | 173  |
| 5    | Noboru Ueda       | Honda   | Rit | Rit | 8   | 5 | 3 | 4   | 2 | 2 | 5 | 2   | 5  | 3   | Rit | Rit | 1 | Rit | 171  |
| Pos. | Pilota            | Moto    |     |     |     |   |   |     |   |   |   |     |    |     |     |     |   |     | P.ti |

| Legenda                                                                        | 1º posto        | 2º posto        | 3º posto | A punti      | Senza punti        | Grassetto=Pole position Corsivo=Giro più veloce |
| Legenda                                                                        | Gara non valida | Non qualificato | Ritirato | Squalificato | "-" Dato non disp. | Grassetto=Pole position Corsivo=Giro più veloce |
| Fonte dei dati: motogp.com, racingmemo.free.fr, autosport.com, jumpingjack.nl. |                 |                 |          |              |                    |                                                 |

Classifica costruttori (prime tre posizioni)
| Pos. | Costruttore | Motocicletta |    |    |     |    |    |     |   |   |     |   |   |     |   |   |    |   | P.ti |
| ---- | ----------- | ------------ | -- | -- | --- | -- | -- | --- | - | - | --- | - | - | --- | - | - | -- | - | ---- |
| 1    | Honda       | RS 125 R     | 1  | 1  | 1   | 3  | 2  | 2   | 1 | 1 | 1   | 1 | 1 | 2   | 1 | 3 | 1  | 1 | 367  |
| 2    | Aprilia     | RS 125 R     | 3  | 12 | 4   | 1  | 1  | 1   | 3 | 4 | 4   | 4 | 3 | 1   | 4 | 1 | 4  | 3 | 271  |
| 3    | Derbi       | 125 GP       | 13 | 4  | Rit | 18 | 22 | Rit | 6 | 7 | Rit | 5 | 9 | Rit | 3 | 7 | 10 | 9 | 91   |
| Pos. | Costruttore | Motocicletta |    |    |     |    |    |     |   |   |     |   |   |     |   |   |    |   | P.ti |

| Legenda                                                                        | 1º posto        | 2º posto        | 3º posto | A punti      | Senza punti        | Grassetto=Pole position Corsivo=Giro più veloce |
| Legenda                                                                        | Gara non valida | Non qualificato | Ritirato | Squalificato | "-" Dato non disp. | Grassetto=Pole position Corsivo=Giro più veloce |
| Fonte dei dati: motogp.com, racingmemo.free.fr, autosport.com, jumpingjack.nl. |                 |                 |          |              |                    |                                                 |